# Scotopteryx gachtaria
Scotopteryx gachtaria är en fjärilsart som beskrevs av Freyer 1851. Scotopteryx gachtaria ingår i släktet backmätare, och familjen mätare. Inga underarter finns listade.